# أرجانيت موريتش
أرجانيت موريتش (بالألبانية: Arijanet Samir Muriqi)، هو حارس مرمى كوسوفي، ولد في يوم 7 نوفمبر 1998 في مدينة شليغن في سويسرا، يلعب حالياً مع نادي نوتينغهام فورست بعقد إعارة من مانشستر سيتي، كما يلعب مع منتخب كوسوفو لكرة القدم.

## مسيرته مع الأندية

### مانشستر سيتي

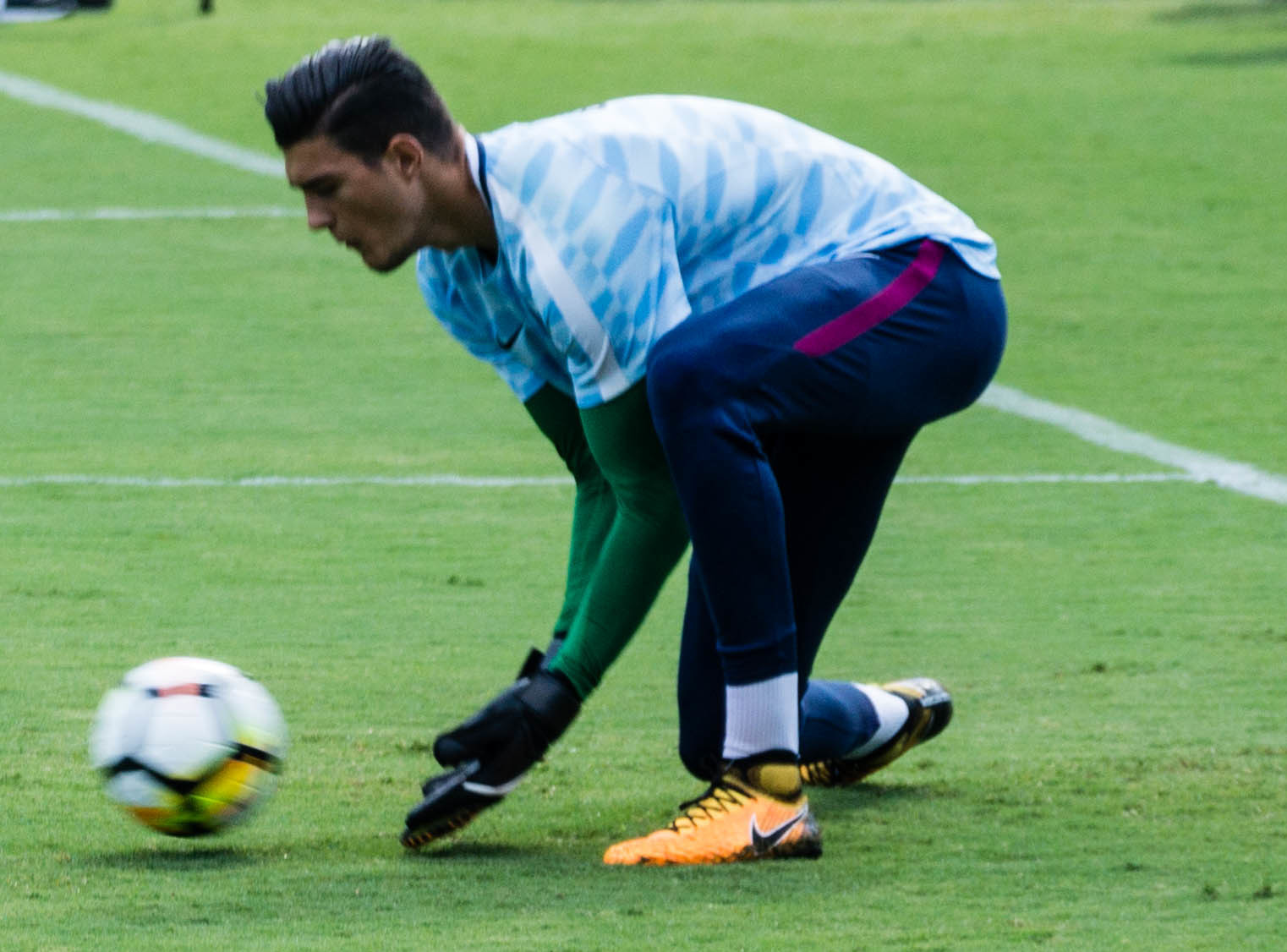
موريك رفقة مانشستر سيتي في يوليو 2017.

في 21 يوليو 2017، قام موريك بالتوقيع على عقد احترافي مع مانشستر سيتي مدته ثلاث سنوات.

#### الإعارة إلى ناك بريدا
في 31 يوليو 2018، انتقل موريك إلى الدوري الهولندي الممتاز رفقة ناك بريدا، بعقد إعارة لمدة سنة واحدة. في 18 أغسطس 2018، لعب موريك مباراته الاحترافية الأولى عندما استقبل فريقه نادي دي غرافشاب وفاز عليه بنتيجة 3–0.

#### العودة من الإعارة
في 22 أغسطس 2018، وبما أنه لعب مباراة واحدة فقط مع ناك بريدا، أعاده مانشستر سيتي من الإعارة ليحل محل حارس المرمى المصاب كلاوديو برافو كحارس احتياطي. بعد ثلاثة أيام، دخل ضمن التشكيلة الاحتياطية لمانشستر سيتي للمرة الأولى في الدوري الإنجليزي الممتاز في المباراة ضد وولفرهامبتون واندررز. مباراته الأولى كأساسي مع مانشستر سيتي كانت في 25 سبتمبر ضمن منافسات الدور الثالث من كأس رابطة الأندية الإنجليزية المحترفة 2018–19 ضد أكسفورد يونايتد.

#### الإعارة إلى نوتنغهام فورست
في 9 يوليو 2019، انتقل موريك للعب في دوري البطولة الإنجليزية رفقة نوتينغهام فورست، بعقد إعارة لمدة سنة.

## مسيرته الدولية

### كوسوفو
في 26 أغسطس 2018، جاء في بيان نشره اتحاد كوسوفو لكرة القدم أن أرجانيت موريك وبعد مفاوضات طويلة قرر تمثيل منتخب كوسوفو لكرة القدم. في 9 نوفمبر 2018، تمت المناداة عليه إلى مبارتي كوسوفو مع كل من مالطا وأذربيجان ضمن منافسات دوري الأمم الأوروبية 2018–19 د. في 20 نوفمبر 2018، ظهر لأول مرة مع كوسوفو في مباراة أذربيجان ضمن دوري الأمم الأوروبية 2018–19 بعد اختياره في التشكيلة الأساسية.

## حياته الشحصية
ولد موريك في مدينة شليغن بسويسرا لأبوين ألبانيين ينحدران من مدينة روزايي بالجبل الأسود، ويتوفر على جواز سفر كل من كوسوفو والجبل الأسود وسويسرا.

## إحصائيات

### مع الأندية
آخر تحديث 23 يناير 2019.
| النادي                  | الموسم                          | الدوري                   | الدوري  | الدوري | كأس الرابطة | كأس الرابطة | الكأس   | الكأس | البطولة القارية | البطولة القارية | أخرى    | أخرى  | المجموع | المجموع | مراجع  |
| النادي                  | الموسم                          | المستوى                  | مباريات | أهداف  | مباريات     | أهداف       | مباريات | أهداف | مباريات         | أهداف           | مباريات | أهداف | مباريات | أهداف   | مراجع  |
| ----------------------- | ------------------------------- | ------------------------ | ------- | ------ | ----------- | ----------- | ------- | ----- | --------------- | --------------- | ------- | ----- | ------- | ------- | ------ |
| مانشستر سيتي            | 2017–18                         | الدوري الإنجليزي الممتاز | 0       | 0      | 0           | 0           | 0       | 0     | —               | —               | —       | —     | 0       | 0       | [ 18 ] |
| مانشستر سيتي            | 2018–19                         | الدوري الإنجليزي الممتاز | 0       | 0      | 0           | 0           | 5       | 0     | 0               | 0               | 0       | 0     | 5       | 0       | [ 19 ] |
| مانشستر سيتي            | المجموع                         | المجموع                  | 0       | 0      | 0           | 0           | 5       | 0     | 0               | 0               | 0       | 0     | 5       | 0       | [ 19 ] |
| ناك بريدا (إعارة)       | الدوري الهولندي الممتاز 2018–19 | الدوري الهولندي الممتاز  | 1       | 0      | 0           | 0           | —       | —     | —               | —               | —       | —     | 1       | 0       | [ 19 ] |
| نوتينغهام فورست (إعارة) | 2019–20                         | دوري البطولة الإنجليزية  | 0       | 0      | 0           | 0           | 0       | 0     | —               | —               | —       | —     | 0       | 0       | [ 20 ] |
| نوتينغهام فورست (إعارة) | المجموع                         | المجموع                  | 1       | 0      | 0           | 0           | 0       | 0     | —               | —               | —       | —     | 0       | 0       | [ 20 ] |
| المجموع                 | المجموع                         | المجموع                  | 1       | 0      | 0           | 0           | 5       | 0     | 0               | 0               | 4       | 0     | 10      | 0       | [ 17 ] |

### الدولية
آخر تحديث 10 يونيو 2019.
| المنتخب                 | السنة   | مباريات | أهداف |
| ----------------------- | ------- | ------- | ----- |
| منتخب كوسوفو لكرة القدم | 2018    | 1       | 0     |
| منتخب كوسوفو لكرة القدم | 2019    | 4       | 0     |
| المجموع                 | المجموع | 5       | 0     |

## الألقاب
مانشستر سيتي
- كأس الاتحاد الإنجليزي: كأس الاتحاد الإنجليزي 2018–19[22]
- كأس رابطة الأندية الإنجليزية المحترفة: كأس رابطة الأندية الإنجليزية المحترفة 2018–19[23]

## روابط خارجية
- أرجانيت موريتش على موقع الاتحاد الأوربي (الإنجليزية)
- أرجانيت موريتش على موقع اتحاد تركيا (لاعب) (الإنجليزية)
- أرجانيت موريتش على موقع قاعدة بيانات كرة القدم.إي يو (الإنجليزية)
- أرجانيت موريتش على موقع ناشيونال فوتبول تيمز (الإنجليزية)
- أرجانيت موريتش على موقع Soccerbase.com (لاعب) (الإنجليزية)
- أرجانيت موريتش على موقع Soccerway.com (الإنجليزية)
- أرجانيت موريتش على موقع عالم كرة القدم.نت (الإنجليزية)